# Andrés Giraldos

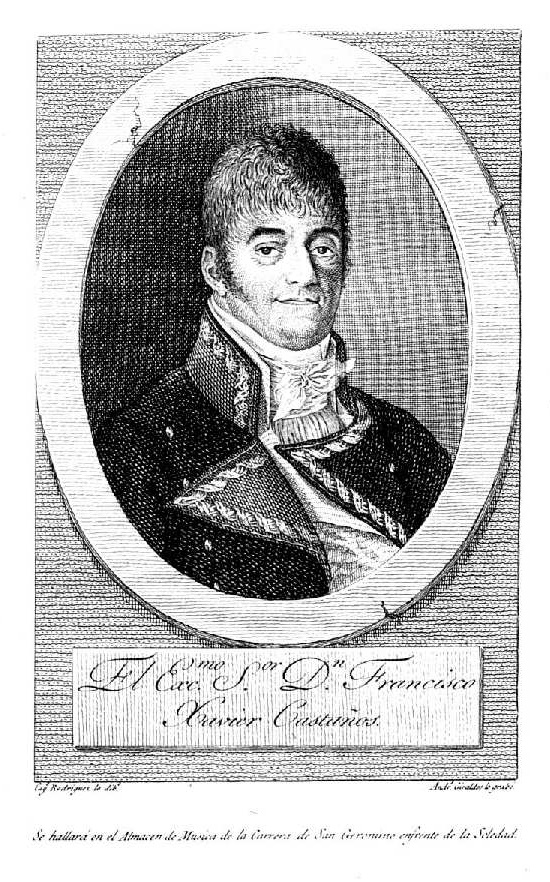
Dn. Francisco Xavier Castaños. Grabado firmado «Cayº Rodríguez lo dib., Andrs. Giraldos lo grabó». Recogido en "Reales ordenes de la Junta Central Suprema de Gobierno del Reyno y Representaciones de la de Sevilla y del General Castaños acerca de su separación del mando del exército de operaciones del Centro, con las demás contestaciones que han producido este asunto", Madrid, 1809. Texto firmado en el Real Palacio de Aranjuez, octubre de 1808. Biblioteca Nacional de España.

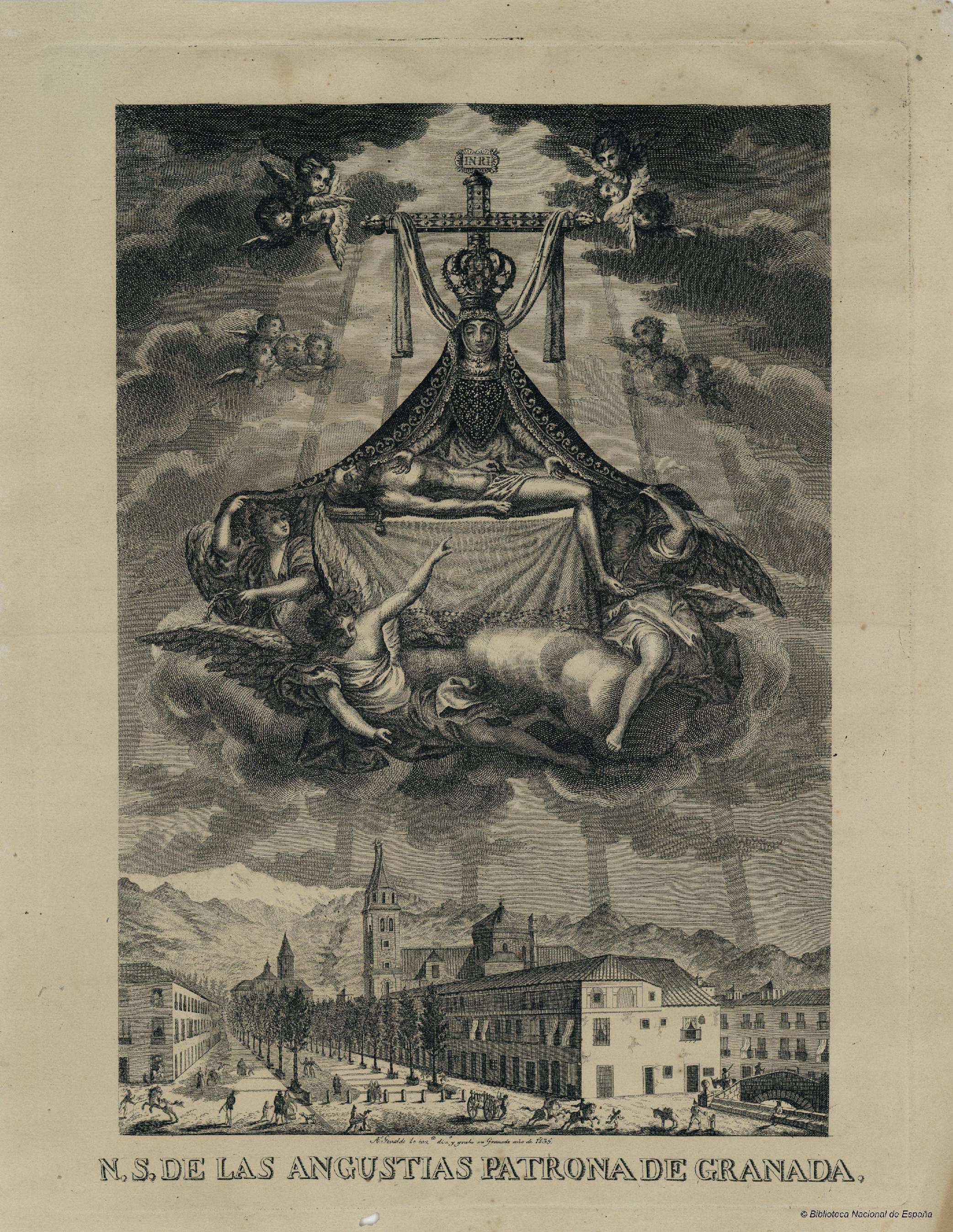
N. S. de las Angustias, patrona de Granada. Grabado calcográfico firmado «A.s Giraldo lo inv.to div.º y grabó en Granada año de 1835». Biblioteca Nacional de España.

Andrés Giraldos (Madrid, 1781-Granada, 1854) fue un grabador calcográfico español.

## Biografía y obra
Formado en la Real Academia de Bellas Artes de San Fernando, donde tuvo como maestro a Manuel Salvador Carmona, se estableció después de 1808 en Granada. Con la ocupación de la ciudad por los franceses en 1810 es posible que colaborase con la cuadrilla del capitán Giraldo, célebre guerrillero de las Alpujarras y quizá pariente. Su actividad como grabador en Granada —en gran parte centrada en la estampa de devoción—, comienza en 1814, como director honorario de grabado de la Escuela de Bellas Artes. En 1849 ingresó en la Academia de Bellas Artes de Granada y en 1853 fue nombrado profesor de dibujo lineal y de adorno de su escuela. 
En la ilustración de libros y antes de marchar a Granada colaboró en la Iconología por figuras o tratado completo de alegorías y emblemas, obra de Gravelot y Cochin traducida al castellano por D.J.Y.V. y editada en Madrid en 1801, donde son suyos los grabados que representan Los Genios y La Simplicidad, copia de los originales franceses. También le pertenecen las láminas con divinidades y otras figuras mitológicas que ilustran los cuatro tomos de La mythologia explicada para la inteligencia de todos; obra elemental, indispensable á los jóvenes de uno y otro sexô, y útil a toda clase de lectores, y adornada con cien láminas; traducida del francés por... Pedro Chico de Guzmán y Salcedo, editada entre 1806 y 1808 en la Imprenta Real.
Un retrato del general Francisco Javier Castaños por dibujo de Cayetano Rodríguez se vendía en 1808 como estampa suelta en Madrid, en el «Almacén de Música de la Carrera de San Jerónimo enfrente de la Soledad». Ya en Granada, es suyo el grabado del Patio de los Arrayanes de la Alhambra por pintura de Luis Muriel y el retrato de Hernán Pérez del Pulgar por dibujo de Francisco Enríquez y Ferrer que ilustra la primera edición de la novela  histórica de Francisco Martínez de la Rosa: Hernán Pérez del Pulgar, el de las hazañas. Bosquejo histórico, Madrid, Tomás Jordán, 1834. Pero de estos años granadinos son las estampas que reproducen imágenes devotas las que se conservan en mayor número, entre ellas la que representa la Virgen de las Angustias, patrona de Granada, sobre una vista de la Carrera del Genil, la imagen de la Virgen del Rosario como se veneraba en el convento de Santo Domingo de Granada, los santos Bonoso y Maximiano, patronos de Arjona, el Cristo de la Luz de Dalías (Almería) o la Virgen de la Fuensanta en su ermita de Huelma.